# ایدئولوژی نژادی مذهبی شاه اسماعیل
ایدئولوژی نژادی_مذهبی شاه اسماعیل یا العرق الأرقى مجموعه برنامه هایی است که شاه اسماعیل صفوی قصد اجرای آن را داشت که به خاطر جنگ چالدران و مرگ در جوانی و ۳۶ سالگی نتوانست آن را اجرا کند . این برنامه سعی داشت بتواند از شاه اسماعیل چهره مقدس و الهی ایجاد کند که منجی و پیشوا شیعیان است و به این وسیله برای اسماعیل ارتشی بزرگ و جان فدا درست کنند و به وسیله آن جهان را فتح کند . این ایده توسط خود شاه اسماعیل و چند تن از وزیرانش یعنی محمود جان دیلمی و نجم ثانی و عبدالباقی یزدی برنامه ریزی شد.

## العرق الأرقیٰ
طبق این ایده تنها شیعیان نوادگان آدم و حوا هستند و بقیه مردم جهان نوادگان شیطان و حیوانات هستند . بنابر این عقیده شیعیان برتر و انسان هستند و باید بر جهان حکومت کنند و بقیه جهان یا باید توسط شیعیان کشته شوند یا برده شیعیان شوند . در اصل این ایدئولوژی می‌گوید که خداوند برای اینکه بسنجد که شیعیان لیاقت حکومت جهان را دارند یا نه آنها را سال های طولانی در سختی و عذاب قرار داد و در آخر وقتی که لیاقت آنان ثابت شد شاه اسماعیل را فرستاده تا شیعیان را متحد کند و سپس جهان را فتح کند و سپس مردم جهان را بکشد و برده کند و در نهایت صفویان تا دوران ظهور مهدی موعود حکومت کنند .